# 水色嘉南
《水色嘉南》為中華電視公司於2006年製作的歷史戲劇，全劇以台語發音。首次播映於2009年，由客家電視台以客語重新配音播出，版權仍為華視所有，並由華視出版DVD。整個故事從烏山頭水庫建造者八田與一回日娶親邂逅小其15歲的妻子米村外代樹開始，歷經整個水庫建造時期，至其妻外代樹於烏山頭水庫殉情止，橫跨台灣日治時期約30年的後期生活，戲劇總共二十集。
客家電視台於2009年2月16日以客語配音上映，但可惜的是因為宣傳不足，很少人知道水色嘉南在客家台播出。
YouTube「華視戲劇頻道」2014年4月7日已將全劇以台語原音上傳。

## 主題曲
片頭曲：水色
- 作詞：黃大軍、魏肇新
- 作曲：黃大軍
- 主唱：潘雅涵(魚仔)

未大的稻子作陣　無奈地搖來搖去
要搖到何時　要盪去到叨位
阮的春天　等無水
有一天你來的時　幸福的水灑下去
像白鷺鷥　翅膀展開
阮的身軀才會美
啊　抬頭望你
就好像無邊的天　我那像魚
我的歡喜　啊
不是這樣　若無　還有啥米
啊　抬頭望你
就好像無邊的天　我那像魚
我的歡喜　啊
不是這樣　若無　還有啥米

片尾曲：爬坡
- 作詞：潘雅涵(魚仔)、魏肇新
- 作曲：黃大軍
- 主唱：潘雅涵(魚仔)

狡怪的風吹別涎我
闊闊的天頂在你攪
少年家人苦勸不愛聽
你愛我無卡抓
古意的魚仔緊來倚
茫茫的心海在你帶
趁青春泅作陣靠岸
煞看你不知啦
搰力的牛車緊來行
平平的土腳在咱踏
管人生有多少爬崎
推你來盤過山

## 故事背景
1945年，第二次世界大戰終於結束。正當台灣人民為脫離殖民地的命運而歡欣鼓舞之際，卻有一位日本女子米村外代樹，為了她已逝的丈夫八田與一，以及難捨他們共同所愛的台灣，而在9月１日清晨於烏山頭水庫送水口投水自盡。
八田與一先是以十年的時間，運用其土木專業完成勘測與設計，並爭取政府及地方人士的支持，終於在1920年正式動工興建烏山頭水庫與嘉南大圳。考慮工程所需的漫長時間，為了兼顧工作與家庭，八田與一也在同一年將妻子與兩個小孩接到烏山頭定居。
在八田與一度過來台的第二個十年後，1930年5月，烏山頭水庫與嘉南大圳的工程終於竣工。當潺潺水流沿著蛛網般的渠道流遍平原，閃閃的水色正象徵八田與一為台灣所付出的最寶貴的人生歲月，也讓嘉南平原的農產量遽增二至五倍，一躍成為台灣最重要的米倉。雖然八田與一當時是以日本人的身份，為了母國的米糧需求考量而擘畫了這項工程，然而他也同時關心台灣農民的生計，大力推動三年輪作（稻米、雜糧、甘蔗）的生產計畫。他對信念與專業的堅持，以及對台灣的情感，是毋庸置疑的。
只是太平洋戰爭驟起，在八田與一1942年5月奉召返國投入戰事之際，因所搭乘的船隻不幸被美軍擊沉而辭世，得年56歲。一個多月後，他的骨灰被送回台灣，長眠在他生活了三十二年的地方，長眠於他一生心血結晶的烏山頭水庫。後人為了感念他對嘉南平原的貢獻，除於八田夫婦墓塚旁建立八田與一的銅像，水利會也在每年5月8日舉行追思會。然而，或許從烏山頭水庫汨汨而出的水色，才是他一生最美麗動人的註腳吧！

## 劇集大綱
下文取材自hank310075的觀後心得。
第一集採用了倒敘法，從八田外代樹(八田與一之妻)在烏山頭水庫自殺前，回憶起過去的種種而開始，之後畫面跳到了外代樹16歲剛畢業和好姐妹阿操的對話，然後是八田與一和阿伊嗚也歐跋山涉水考察的畫面，透過對話帶出八田與一要回日本相親的事，這一集透過與一和哥哥的對話，了解到八田與一專注在工作的個性，還有和外代樹認識並產生情愫的過程。
第二集兩人被哥哥看出彼此的愛意而故意安排相親，之後也一如史實的結婚了，他們穿日本和服照結婚照時，外代樹偷偷拉著與一的衣袖說：與一你看起來很帥，表現出外代樹一個16歲涉世未深的小女孩面對自己心愛的人的嬌羞。結婚一個月後八田與一就帶著妻子跟妻子的姐妹淘阿操回到台灣，繼續探勘烏山頭地區的地形。外代樹不適應台灣的一切，但卻能體諒和繼續愛著與一，而另一方面與一正為了水庫仍不足以讓15萬甲的田地全部種水稻而面臨困境，
以及鈴木社長的糖廠開始阻撓八田與一建水庫的計畫。
第三至六集即是八田與一因為建水庫和鈴木社長的纏鬥，也因為八田與一的努力和不放棄的奔走，最後用聯合當地士紳，召集鄉民們蓋手印的方式連署給總督府，總算是讓烏山頭水庫的興建計畫繼續了，而這段時間外代樹因緣際會的認識了心蘭這個藝旦，也懷了他們的第一胎女孩：正子，也由外代樹對心蘭的種種照顧，襯托出外代樹也是一位不看階級種族，視日本人和台灣人相同的女生，也因此外代樹和心蘭的感情情同姐妹，甚至在之後心蘭懷了死胎後讓阿操待在她身邊照顧她，之後中間幾集在鋪幾個支線人物的愛情故事就不加贅述，然當時台灣農民與平埔族生活的描述，為本劇增添許多色彩，也讓觀眾對消失的平埔族有進一步的印象，這是個難得的嘗試。
第九集八田與一為了興建水庫的集資關係放棄了總督府技師的職位，接掌了水利組合技師，當時日本蠻重階級和名望的，放棄了總督府技師的職位，某種程度也是放棄了八田與一在政府單位的地位，以致外代樹一開始頗掙扎，但後來也釋懷，並決定和與一一起到烏山頭完成烏山頭水庫。這邊與一跟外代樹的對話中的一句：我們需要的是花的香味，不是花的名字。對八田與一來說，頭銜只不過是虛名罷了，沒什麼比完成烏山頭水庫還重要的。
之後幾集開始了烏山頭水庫的施工，期間遇到了重重困難，還有當時許多農民受到糖廠的欺壓，靠著八田與一的幫忙，持續和糖廠抗爭，
還有警察對台灣人民的粗暴，也是靠著八田與一的折衝樽俎才解決，八田與一對下屬的信任和照顧贏得了當時許多農民的愛戴。
當時烏山頭衛生條件很差，八田與一甚至還因此得到了瘧疾，而且在炸隧道的過程還造成了許多死傷，犧牲了心蘭的老公和八田與一一起上山下溪多年的好夥伴阿山哥。
第十八集水庫終於在一連串的辛苦後完成了，這些有著革命情感的人也要各分東西了，農民們為了感念八田與一的貢獻，做了一個銅像紀念他。
第十九集心蘭一直想栽培自己的兒子水來成為一個水利工程師，無奈水來對父親阿山的死一直有陰影
，和八田與一長談之後決定放棄了成為水利工程師的念頭，這段對談展現了八田與一重朋友 ，把水來當作自己兒子看待。他回憶他常夢到和阿山扛著鐵槌進隧道的時候...。本集後段八田與一被派到菲律賓2、3個月，要先回到日本接派令，和外代樹談論著要到菲律賓前不管是先停靠基隆港還是高雄港的時候見面的計畫，然而八田與一搭乘的船在日本出港後不久即在路途中被美國的潛艇炸沉。
第二十集外代樹知道八田與一死後的反應，在吃飯的時候一直幻想著八田與一還在的時候，本集有很多回憶的片段，卻是個恰如其分的安排，最後也一如史實的，外代樹留了一封要追隨八田與一的信，跳入了烏山頭水庫自盡了。

## 演員陣容

### 領銜主演
| 演 員  | 角 色      | 備註                                                                                               |
| 陳冠霖 | 八田與一   | 烏山頭水庫建造者。                                                                                 |
| 侯湘婷 | 米村外代樹 | 八田與一的妻子。                                                                                   |
| 吳皓昇 | 阿山哥     | 協助八田與一探勘烏山頭水庫，在之後的引水隧道開挖意外中喪生。                                       |
| 李淑楨 | 郭心蘭     | 藝妓出身，與阿山哥共組家庭，是時代中苦命女人的一種典型。                                           |
| 小馬   | 阿老歪     | 本名倪子鈞，劇中綽號阿伊嗚吔歐，是劇中的甘草人物，協助八田與一探勘與建造烏山頭水庫的台灣平埔族人。 |
| 胡利   | 阿操       | 隨米村外代樹來台灣的親戚，也幫忙操持家務。                                                         |

### 聯合演出
| 演員     | 角色         | 備註                                         |
| 談學斌   | 八田誠一     | 日本議員，八田與一的大哥。                   |
| 王中皇   | 鈴木健二     | 糖廠的廠長，基於糖廠的利益而反對水庫的開發。 |
| 王豪     | 石番公       | 飾演平埔族人 石柱                            |
| 席曼寧   | 石番婆       | 飾平埔族婦女 潘銀花                          |
| 賀軍政   | 林居財       | 地方仕紳                                     |
| 龐祥麟   | 山形要助     | 時任土木局局長                               |
| 陳柏諭   | 鈴木幸美     | 糖廠廠長的女兒，欣賞八田與一的作為。         |
| 丁力騏   | 吉本巡察     | 愛上阿操的日本警察                           |
| 楊烈     | 米村         | 醫生，米村外代樹之父親。                     |
| 洪瑞霞   |              | 米村外代樹之母親                             |
| 廖峻     |              | 八田與一日本家鄉的鐵道員                     |
| 陳淑芳   | 尪姨         | 平埔族之靈媒                                 |
| 陳博正   |              | 心蘭之父親                                   |
| 游耀光   | 阿火         |                                              |
| 周辰達   | 阿部技佐     |                                              |
| 羅美玲   | 瑪雅         | 片尾寫馬雅                                   |
| 廖家儀   | 櫻井         |                                              |
| 吳炎棟   | 清夫議員     |                                              |
| 陸一龍   | 明石元二郎   | 對烏山頭水庫定案的總督                       |
| 劉尚謙   | 長谷總監     |                                              |
| 曾晴     |              | 八田與一之母親                               |
| 蕭惠     |              | 瑪雅之母親                                   |
| 嚴偉立   | 小林次雄     |                                              |
| 周辰達   | 阿部貞壽     | 技佐                                         |
| 吳世陽   |              | 阿山之父親                                   |
| 高麗虹   |              | 阿山之母親                                   |
| 兵家綺   | 春子         |                                              |
| 黃崇蘭   | 秋月         |                                              |
| 大衛     |              | 部長                                         |
| 曾世明   | 石牛         |                                              |
| 楊嘉雯   | 顏春         |                                              |
| 胡鴻達   | 林居財的弟弟 |                                              |
| 李厚景   | 八田泰雄     | 八田與一之次子                               |
| 李焜景   | 水來         |                                              |
| 嘉娜     | 八田成子     | 八田與一的女兒                               |
| 山田摩衣 | 八田玲子     | 八田與一的女兒                               |

## 工作團隊
- 監製：車慶餘
- 編審：姜明衡
- 製作人：蔡見賢
- 導演：蘇沅峰
- 企劃：
- 統籌：蔡俊男
- 編劇：李忠河、洪維健、蔡璧璧
- 片頭設計：賀稚青
- 副導：陳文菁
- 場記：小明
- 執行製作：劉玉琳、王建興
- 執行助理：阿和、林以諾
- 攝影：麻又台、有翼氏攝影
- 攝影助理：
- 燈光：姜禮松、講古、志偉
- 燈光助理：
- 造型梳化：陳美惠、王秀蓮、黃麗真
- 剪輯：賴金秦
- 美術道具：劉基福、洪振家、李偉聖
- 化妝助理：
- 服裝：小樂
- 服裝助理：
- 剪輯助理：
- 剪輯器材：
- 配樂編曲：
- 音效：聲動錄音
- 後製執行：許羽承、郭奇霖
- 後製剪輯：方慶平、李慶津、潘必超、張良諾、廖清泉
- 平面攝影：
- 技術爆破：林正德
- 製作公司：群立傳播有限公司